# Nina Carolin
Nina Carolin (geb. 1993 in Ennepetal) ist eine deutsche Schauspielerin. Sie gehört dem Ensemble des Theaters für Niedersachsen und ab der Spielzeit 2025 dem Ensemble des Ernst-Deutsch-Theaters in Hamburg an.

## Werdegang
Nina Carolin absolvierte ihr Abitur in Ennepetal, wo sie ab 2012 erste schauspielerische Erfahrungen machte. 2014 zog sie nach Hamburg. Dort erhielt Carolin eine Schauspielausbildung im Hamburger Schauspiel-Studio Frese, die sie im Jahr 2017 abschloss. Im Jahr 2018 wurde Carolin im Theater Die Färbe in Singen engagiert. Hier spielte sie unter anderem unter der Regie von Andreas von Studnitz und Klaus Hemmerle. In der Inszenierung des Romanstoffes Der Zauberer von Oz am Hamburger Ohnsorg Theater arbeitete Carolin im Jahr 2019 erstmals mit Ayla Yeginer zusammen, unter deren Intendanz sie im einige Jahre später Ensemblemmitglied des Ernst-Deutsch-Theaters wurde. Am Ohnsorg Theater spielte Carolin im Folgejahr unter Regie von Milena Paulovics in dem mundartlichen Stück Champagner to’n Fröhstück, das im April 2020 Premiere feierte. Im Jahr 2021 zog Carolin von Hamburg nach Hildesheim, wo sie Mitglied des Ensembles des Theaters für Niedersachsen wurde.

## Theater (Auswahl)
- 2016 Aufbruch/Inquilab am Deutschen Schauspielhaus,  Regie Michael Weber[4]
- 2018 Die Physiker am Theater Die Färbe, Regie Klaus Hemmerle[5]
- 2018 Reigen von Arthur Schnitzler am Theater Die Färbe. Regie Andreas von Studnitz
- 2018 Gatte gegrillt von Debbie Isitt am Theater Die Färbe. Regie Patrick Hellenbrand
- 2019 Der Zauberer von Oz nach Lyman Frank Baum am Ohnsorg Theater.[6]  Inszenierung Ayla Yeginer
- 2020 Champagner to’n Fröhstück von Michael Wemper am Ohnsorg Theater. Regie Milena Paulovics[7]
- 2024 Märchenoper Dornröschen von Elisabeth Ebeling und Engelbert Humperdinck am Theater für Niedersachsen[8]
- 2024 Der Weg zur Hölle ist mit guten Absichten gepflastert von Ayla Yeginer am Theater für Niedersachsen.[9]
- 2024 Unendliche Sterne von Linda Riebau am Theater für Niedersachsen. Inszenierung Frances van Boeckel[10]
- 2025 Der ewige Spießer nach Ödön von Horváth am Theater für Niedersachsen. Inszenierung Michael Stacheder[11]
- 2025 Im Menschen muss alles herrlich sein nach Sascha Marianna Salzmann im Theater für Niedersachsen. Regie Winnie Wilka

## Film
- 2021 Eisland